# Pilocrocis nigridior
Pilocrocis nigridior là một loài bướm đêm trong họ Crambidae.